# Campeonato de los Cuatro Continentes de Patinaje Artístico sobre Hielo de 2006
El VIII Campeonato de los Cuatro Continentes de Patinaje Artístico sobre Hielo se realizó en Colorado Springs (Estados Unidos) entre el 25 y el 28 de enero de 2006. Fue organizado por la Unión Internacional de Patinaje sobre Hielo (ISU) y la Asociación Estadounidense de Patinaje sobre Hielo.
Las competiciones se efectuaron en la World Arena. Participaron en total 98 patinadores de 16 países.

## Resultados

### Masculino
| Puesto | Nombre            | País           | Puntos |
| ------ | ----------------- | -------------- | ------ |
| Oro    | Oda Nobunari      | Japón          | 201,69 |
| Plata  | Christopher Mabee | Canadá         | 198,69 |
| Bronce | Matthew Savoie    | Estados Unidos | 190,15 |

### Femenino
| Puesto | Nombre         | País           | Puntos |
| ------ | -------------- | -------------- | ------ |
| Oro    | Katy Taylor    | Estados Unidos | 164,05 |
| Plata  | Yukari Nakano  | Japón          | 161,49 |
| Bronce | Beatrisa Liang | Estados Unidos | 159,91 |

### Parejas
| Puesto | Nombre                                   | País           | Puntos |
| ------ | ---------------------------------------- | -------------- | ------ |
| Oro    | Rena Inoue / John Baldwin                | Estados Unidos | 168,89 |
| Plata  | Utako Wakamatsu / Jean Sébastien Fécteau | Canadá         | 156,93 |
| Bronce | Elizabeth Putnam / Sean Wirtz            | Canadá         | 149,56 |

### Danza en hielo
| Puesto | Nombre                          | País           | Puntos |
| ------ | ------------------------------- | -------------- | ------ |
| Oro    | Tanith Balbín / Benjamin Agosto | Estados Unidos | 199,73 |
| Plata  | Morgan Matthews / Maxim Zavozin | Estados Unidos | 171,69 |
| Bronce | Tessa Virtue / Scott Moir       | Canadá         | 168,66 |

## Medallero
| Núm. | País           | Oro | Plata | Bronce | Total |
| ---- | -------------- | --- | ----- | ------ | ----- |
| 1    | Estados Unidos | 3   | 1     | 2      | 6     |
| 2    | Japón          | 1   | 1     | 0      | 2     |
| 3    | Canadá         | 0   | 2     | 2      | 4     |

- Datos: Q1877219